# Тахмасибгулу-хан Каджар
Тахмасибгулу-хан Каджар (азерб. Təhmasibqulu xan Qacar; 28 января 1605, Эривань, Сефевидское государство — 17 июня 1641, Измит, Османская империя) — второй бейлербей Чухур-Саадского беглербегства Сефевидской империи, хан Эривана.

## Биография
Тахмасибгулу-хан Каджар родился 28 января 1605 года в городе Эривань. Получив образование в медресе, он был назначен вторым по счёту бейлербеем Чухур-Саада в Сефевидской империи.
С 1625 по 1635 год во время турецко-персидской войны он являлся бейлербеем, однако в начале августа 1635 года, спустя всего несколько дней после начала осады, Тахмасибгулу-хан неожиданно сдал город Эривань султану Османской империи Мураду IV. Причины для его резкого и необъяснимого решения (защитные сооружения крепости ещё не были поставлены осадой под угрозу) остаются неясными. Валех Исфахани обвинял в этом его векиля, Мурад-бека, который, согласно некоторым османским авторам, являлся суннитом. Однако другие источники говорят о ещё одном интересном ключе к разгадке причины дезертирства Тахмасибгулу-хана к Османам. Согласно этим источникам, один из братьев хана был без особых рассуждений предан казни Рустам-ханом Саакадзе в ходе военного похода 1633 года, или по причине его поведения на поле боя, или из-за неуважения к своему командиру Рустам-хану. Предположительно Тахмасибгулу-хан и Рустам-хан были примирены на приеме в присутствии Шаха Сефи. Можно предположить, что это примирение было притворным и временным, и что Тахмасибгулу-хан предал Сефевидов и перешёл на сторону Османов либо из-за ненависти к врагу своего семейства, Рустам-хану (занимавшего должность сипахсалара сефевидской армии и посланного на выручку Эривана), либо же из-за ненависти к шаху (который не сумел ответить на предположительные жалобы Тахмаспгулу Хана по поводу печального конца его брата), либо же по обоим причинам. Вскоре после дезертирства и сближения с Османами, Тахмасибгулу-хан получил должность губернатора Алеппо а также ему было присвоено новое имя — Эмиргюнеоглу Юсуф Паша. После убийства Мурад-бека, по-видимому, в вспышке гнева и раскаяния за свои поступки, Тахмасибгулу-хан был снят со своей должности губернатора города. Затем он был взят в Константинополь, где стал одним из собутыльников Мурада IV. За неделю до смерти Мурада IV, Тахмасибгулу-хан упоминается как один из его собутыльников, вместе с бывшим сефевидским тюфянгчиагасы Эмиром Фаттахом (ещё одним пленником из Багдада) и силахдаром и капудан-пашой Мустафа Пашой в описании обеда, который они имели в резиденции последнего. После принятия пищи все четверо были настолько пьяны, что их пришлось тащить на себе. Во всех донесениях Амброджо Контарини называет Тахмасибгулу-хана «Эмиргюне» (как и османские источники) и не преминул назвать его «предателем Эривана».
Кончина султана 8 февраля 1640 года возвещала о смерти нескольких из его фаворитов, включая нескольких из выживших сефевидских пленников Эривана и Багдада. На следующий день гонец, посланный в пленниками, был арестован в Ускюдаре. Как следствие, Эмир Фаттах и один из его сыновей, которые были самыми значимыми из багдадских пленников, были заключены под стражу в крепости Румелихисар и позднее казнены. 7 сентября 1641 года сам Тахмасибгулу-хан (который к тому времени имел ранг второго визиря) был выманен под предлогом в дом великого визиря, и, дожидаясь аудиенции в прихожей, был схвачен и задушен на месте палачами. Мнения о причине его казни разошлись. Одни считали, что он был казнён по просьбе сефевидского посланника или даже самого шаха. Другие, что он хотел вернуть Сефевидам или что попросту подвергся той же участи, что и многие из других из сдавшихся Османам, поскольку те «боятся живых, а не мертвых». Официальным объяснением было то, что он «вернулся обратно» в шиизм. У него остались жена и дочь, «почти достигшая возраста замужества». Он также оставил свое имя стамбульскому пригороду Эмирган.